# Lindanger
Lindanger — хімічний танкер (метаноловоз-продуктовоз), котрий став першим в історії спеціально спроектованим судном з двигунами, що можуть використовувати як паливо метанол.
На початку 21-го століття для зменшення викидів шкідливих речовин при роботі судових двигунів почали роботу над використанням інших, ніж нафтопродукти, видів палива. Найбільше поширення при цьому отримало застосування ЗПГ, однак це не було єдиним напрямком розвитку. При використання метанолу як палива досягались не гірші результати за рівнем впливу на довкілля та одночасно це дозволяло уникнути певних ризиків, пов'язаних із поводженням зі зрідженим газом. Першим судном з двигунами на метанолі став круїзний пором Stena Germanica, на якому в 2015 році провели конверсію частини енергетичної установки. Проте вже за кілька місяців після цього, 20 квітня 2016 року, передали замовнику перше спеціально спроектоване під метанол судно Lindanger. Цей танкер став першим у серії із семи, споруджених для трьох різних компаній по єдиному проекту, ініційованому найбільшим світовим виробником метанолу корпорацією Methanex. Передбачається, що судна транспортуватимуть метанол з заводів у Тринідаді і Тобаго, Луїзіані (США), Єгипті та Новій Зеландії, а при поверненні зможуть перевозити нафтопродукти.
Lindanger спорудили на верфі компанії Hyundai Mipo в Ульсані (Південна Корея) для норвезької Westfal-Larsen. Він обладнаний двопаливним двигуном B&W 6G50ME-9, розробленим компанією MAN та виготовленим південнокорейською Hyundai. Використання метанолу дозволить зменшити викиди сполук сірки на 95 %, а оксидів азоту на 30 %.
Можливо зауважити, що лише за кілька днів після Lindanger стали до ладу ще два метаноловози, споруджені за тим же проектом — Mari Jone та Taranaki Sun.